# 茨城県道36号日立山方線
茨城県道36号日立山方線（いばらきけんどう36ごう ひたちやまがたせん）は、茨城県日立市から常陸大宮市山方に至る県道（主要地方道）である。

## 概要
茨城県日立市宮田町の国道6号より分岐し、西の阿武隈高地を越えて常陸大宮市山方まで東西に結ぶ延長約36キロメートル (km) の主要地方道である。そのほとんどが阿武隈高地の山中の道で、3箇所の山越えがある。
日立市内の区間は、日立鉱山と、大動脈である国道6号を結ぶ産業道路として開通した。戦時中は軍需物資を宇都宮方面へ運ぶ路線として整備が進んだ。当初は鉱山電車と並走していたが、1960年（昭和35年）に電車が廃止されるとこの土地を統合し、現在の広さの道路となった。その後、路線の統廃合を経て、1982年（昭和57年）に現在の日立山方線となっている。1989年（平成元年）には本山トンネルが開通、1993年（平成5年）には常磐自動車道の日立中央インターチェンジと接続し、日立市内と茨城県北西部を結ぶ主要道路として機能している。

### 路線データ
- 起点：茨城県日立市宮田町1丁目231番8（国道6号交点）[1]
- 終点：茨城県常陸大宮市山方41番2（国道118号交点）[1]
- 総延長：35.994 km[2]
- 重用延長：11.343 km[2]
- 未供用延長：なし[2]
- 実延長：24.651 km[2]
- 自動車交通不能区間延長[注釈 1]：なし[2]

## 歴史
1982年（昭和57年）11月1日、前身にあたる県道日立大子線（整理番号11、日立市宮田 - 久慈郡大子町）、県道山方十王線（整理番号104、久慈郡山方町 - 多賀郡十王町）を廃止し、それぞれの一部を統合した新たな主要地方道として日立市を起点とし、那珂郡山方町大字山方を終点とする区間を本路線として茨城県が県道路線認定した。1995年（平成7年）の整理番号の再編成により、整理番号36となり現在に至る。

### 年表
- 1982年（昭和57年）11月1日：
  - 県道日立山方線（整理番号55）として路線認定される[4]。
  - 道路区域を、日立市宮田町1丁目（国道6号） - 那珂郡山方町大字山方（国道118号）に指定[1]。
  - 同時に、日立大子線（整理番号11）、山方十王線（整理番号104）の県道路線を廃止[3]。
- 1989年（平成元年）4月14日：日立市東河内町 - 同市下深荻町の国道349号新道への取付道路（約0.18 m）を供用開始[5]。
- 1990年（平成2年）1月17日：本山トンネルのルート（日立市宮田町 - 同市入四間町、1.917 km）が開通[6]。
- 1992年（平成4年）4月30日：本山トンネル開通を受けて、日立市宮田町 - 同市入四間町 (2.376 km)、日立市東河内町 (0.2 km)、日立市入四間町 (0.268 km) の旧道が指定解除により廃道または市道に降格[7]。
- 1993年（平成5年）5月11日：建設省から、県道日立山方線が日立山方線として主要地方道に指定される[8]。
- 1995年（平成7年）
  - 3月30日：整理番号55から現在の番号（整理番号36）に変更される[9]。
  - 9月15日：久慈郡里美村上深荻 - 久慈郡水府村大字東染の里美大橋を含むバイパス道路 (1.992 km) が開通[10]。
- 2000年（平成12年）4月1日：日立市宮田町1丁目 - 日立市東河内町の区間が、通行する車両の最大重量限度25トンの道路に指定される[11]。
- 2002年（平成14年）
  - 3月7日：水府村大字東染地内の旧道 (678 m) が指定解除により村道に降格する[12]。
  - 4月8日：里美村大字上深荻地内の旧道 (1.288 km) が指定解除され村道に降格する[13]。
- 2004年（平成16年）4月28日：水府村大字中染 - 同村大字西染の山田川に架かる橋梁が開通[14]。
- 2019年（令和元年）7月31日
  - 日立市宮田町1丁目（桐木田交差点） - 同市白銀町3丁目（日立中央I.C入口交差点）間を、通行車両の高さ最高限度4.1 mの道路に指定[15]。
  - 日立市宮田町一丁目（桐木田交差点） - 日立市宮田町（JX金属環境前）間を、国際コンテナ車[注釈 2]の重量・長さ上限を引き上げる道路に指定[16]。

## 路線状況
常陸太田市の国道349号や茨城県道33号常陸太田大子線から海沿いに出るルートの中では、道路の険しさと道幅などの道路改良状況がよいことと、なおかつ日立駅からの至近距離に位置し、常磐自動車道日立中央ICと接続する利便性の良さで、全般に交通量は多い。
日立市中里地区は、国道349号の中里バイパスが1991年（平成3年）に開通したときに、新国道349号に接続し中里地区の当県道の旧道から国道349号旧道までの区間は整備されなかった。国道349号旧道との交差点は押しボタン式信号になっており、当県道の旧道側は点滅信号になっている。
常陸太田市里美地区から水府地区の区間は、里美大橋や竜黒磯トンネル開通によって国道349号から竜神峡へのアクセス道路として整備されている。
水府地区から金砂郷地区の区間は整備されていない狭隘道路で、崖から落石等の危険があるため連続雨量200ミリでの通行止め規制がかけられている。
道路法の規定に基づき、日立市宮田町（桐木田交差点） - 同市下深荻町（国道349号交差）間と、常陸太田市上深荻町（里美大橋入口交差点） - 同市中染町（中染交差点）間および、常陸太田市中染町（主要地方道常陸太田大子線交差） - 同市赤土町（主要地方道常陸太田那須烏山線）間は、緊急輸送道路として機能を維持するため、災害発生時の被害拡大防止を目的に道路用地内に電柱を建てることが制限されている。

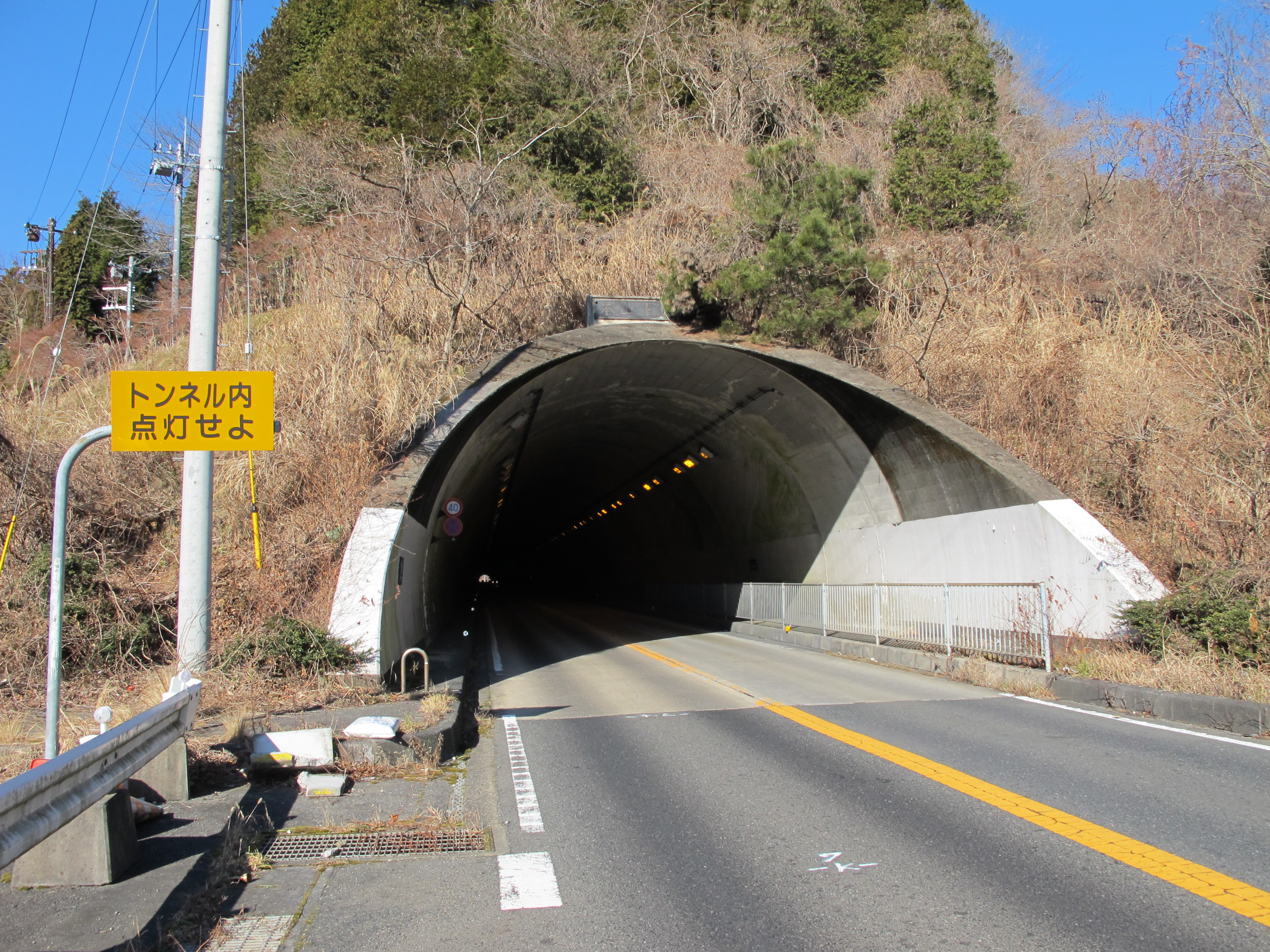
本山トンネル

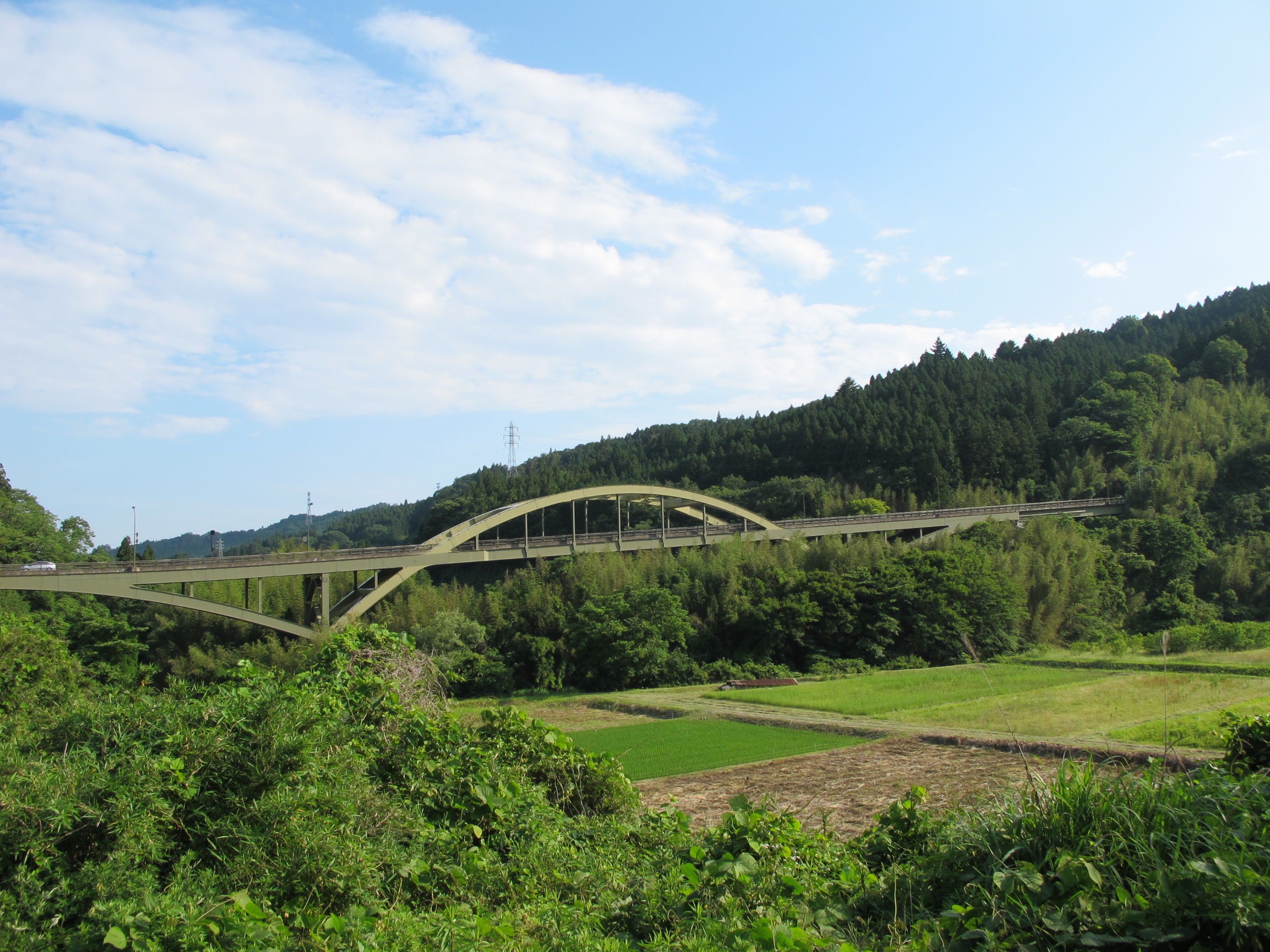
里美大橋

### 重複区間
- 国道349号（日立市下深荻町分岐 - 常陸太田市上深荻町分岐までの区間：約3.0 km）
- 茨城県道33号常陸太田大子線（常陸太田市中染町地内の分岐区間：約0.6 km）
- 茨城県道29号常陸太田那須烏山線（常陸太田市赤土町分岐 - 常陸大宮市山方の国道118号交点までの区間：約7.1 km）

### 道路施設
- 本山トンネル（もとやまトンネル・日立市神峯山付近）
日立市宮田町字本山 - 同市入四間町の阿武隈高地（多賀山地）を貫くトンネル。延長942 m、幅8.5 m、高さ4.7 m。1989年（平成元年）12月竣工。
- 里美大橋（里川、常陸太田市上深荻町）
久慈川支流の里川に架かる橋長235 mの中路式鋼ローゼ橋。1997年（平成9年）2月竣工。
- 竜黒磯トンネル（常陸太田市）
常陸太田市上深荻町 - 同市東染町の阿武隈高地を貫くトンネル。延長328 m、幅8.5 m、高さ4.7 m。1995年（平成7年）11月竣工。
- 寿橋（山田川、常陸太田市中染町 - 常陸太田市西染町）

## 地理

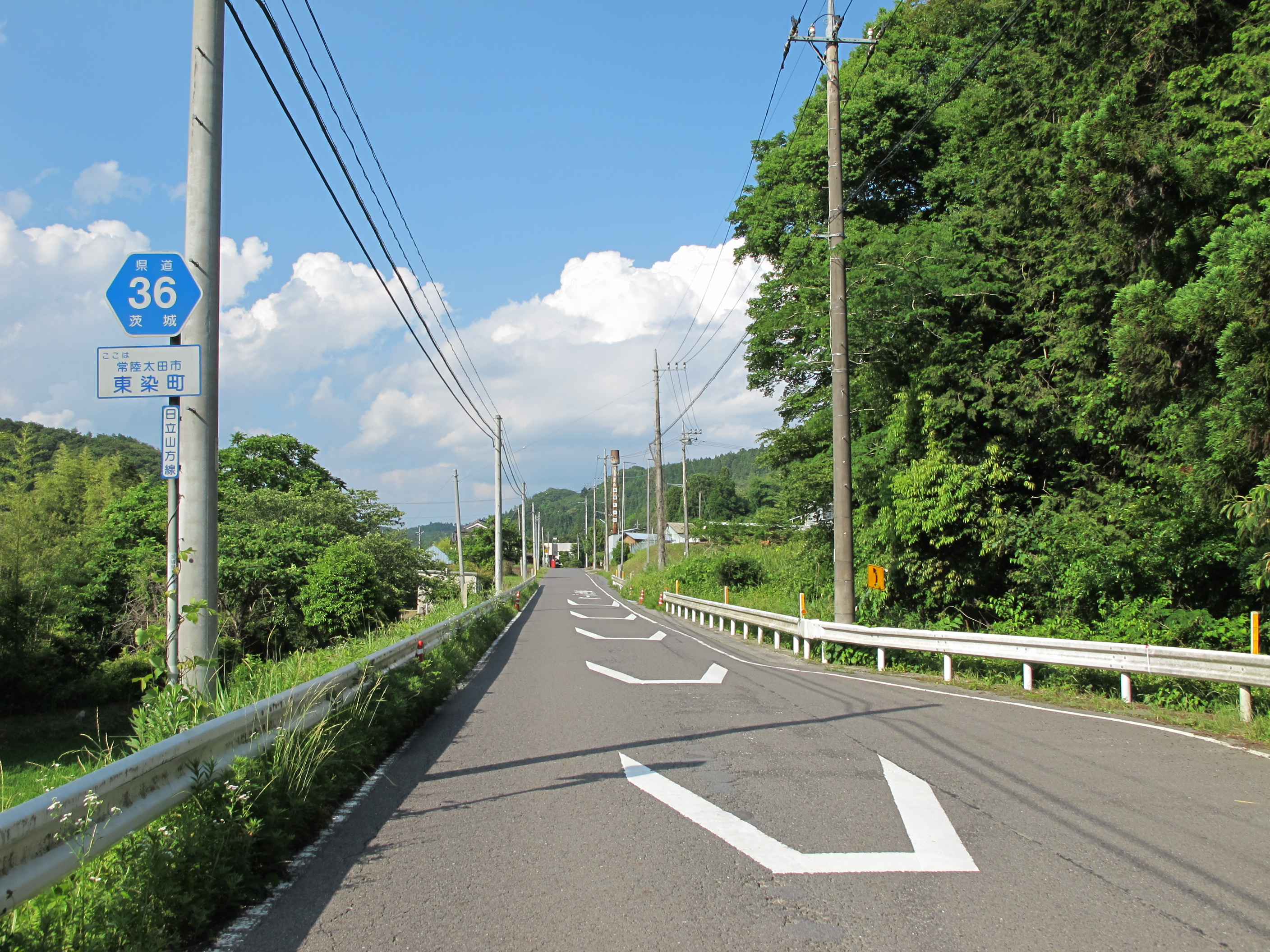
茨城県道36号日立山方線
常陸太田市東染町（2014年6月）

沿線地域は阿武隈高地を久慈川支流の里川と山田川が作る谷間で刻まれており、大きく日立市街 - 奥日立・中里、里美地区 - 水府地区、水府地区 - 金砂郷地区の3つの区域で区分できる。
日立市街 - 奥日立・中里区間では、本山トンネルを境とする標高差の大きな地形で、特に日立市街側は標高360m付近からつづら折りの道筋で海側の平地まで一気に下り、反対の奥日立・中里側のほうが海側よりは傾斜が緩い。
里美地区 - 水府地区では、里川の谷を里美大橋で渡り、山を竜黒磯トンネルでくぐれば、主要な区間は標高150m~90m付近で変化する比較的緩やかな山間の人里が続く。
水府地区 - 金砂郷地区は本路線の難所で、険しい山と深い谷間の斜面を削って造られた、山林の緑濃い山道の区間である。道路も等高線に沿って曲がりながらの標高80m~200m付近での上り下りで、削った斜面は崖となっている。

### 通過する自治体
- 日立市
- 常陸太田市
- 常陸大宮市

### 交差する道路
- 国道6号（起点）
- 茨城県道66号日立中央インター線（日立市宮田町）
- 国道349号（日立市下深荻町）
- 国道349号（常陸太田市上深荻町）
- 茨城県道33号常陸太田大子線（常陸太田市中染町）
- 茨城県道33号常陸太田大子線（常陸太田市中染町）
- 茨城県道29号常陸太田那須烏山線（常陸太田市赤土町）
- 茨城県道62号常陸那珂港山方線（常陸太田市下宮河内町）
- 茨城県道249号山方水府線（常陸大宮市西野内）
- 国道118号・茨城県道29号常陸太田那須烏山線（終点）

### 沿線にある施設など
- 日立製作所 山手工場（日立市白銀町）
- JX金属 日立事業所（日立市白銀町）

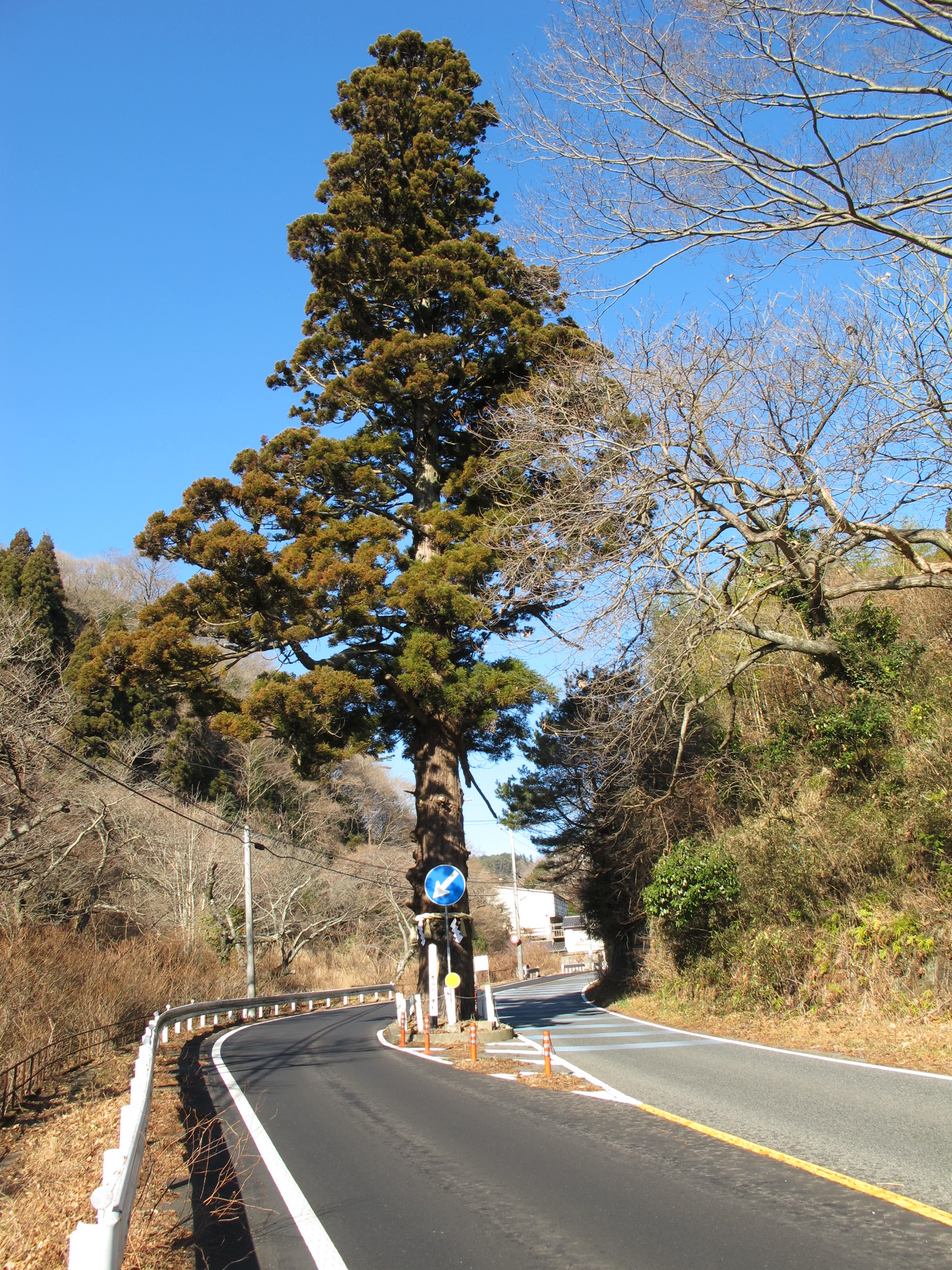
本山の一本杉（茨城県日立市）

- 常磐自動車道 日立中央IC（日立市助川町）
- 一本杉（日立市宮田町）
一本杉が生えている位置は道路の真ん中のため、その箇所だけが中央分離帯になっている。この杉は大変目立ち、県道の通行者にとっては一本の大杉が生えた道路の中央分離帯が、突然目の前に飛び込んで現れるようにも見える。
- 奥日立きららの里（日立市入四間町）